# Tiago Fernandes Cavalcanti
Tiago Fernandes Cavalcanti (* 5. September 1984 in Mirassol, SP) ist ein brasilianischer Fußballspieler, der auch die spanische Staatsbürgerschaft besitzt.

## Karriere
Er wurde zusammen mit seinem Landsmann André Oliveira de Lima zum Jahresbeginn 2007 vom 1. FC Köln verpflichtet. Beide Spieler erhielten in Köln einen Fünfjahresvertrag. Nach Beendigung der Saison 2006/07 wurde der Kader der Kölner jedoch umstrukturiert. Während der Verein André weiterbeschäftigte, fand er für Tiago vorerst in Köln keine weitere Verwendung. Tiago wurde an den EC Juventude im südbrasilianischen Caxias do Sul abgegeben. Nach einem halben Jahr dort wechselte er zum Joinville EC. Danach spielte er noch für mehrere verschiedene brasilianische Mannschaften und verbrachte auch Spielzeiten im Iran und in Marokko.
Er wird von dem bekannten brasilianischen Spielerberater Juan Figer betreut, von welchem auch sein ehemaliger Kölner Mitspieler André beraten wurde. 2018 spielte er bei dem brasilianischen Verein 2017 Uberaba SC und beendete hier seine aktive Laufbahn.